# Michael Boyce, Baron Boyce

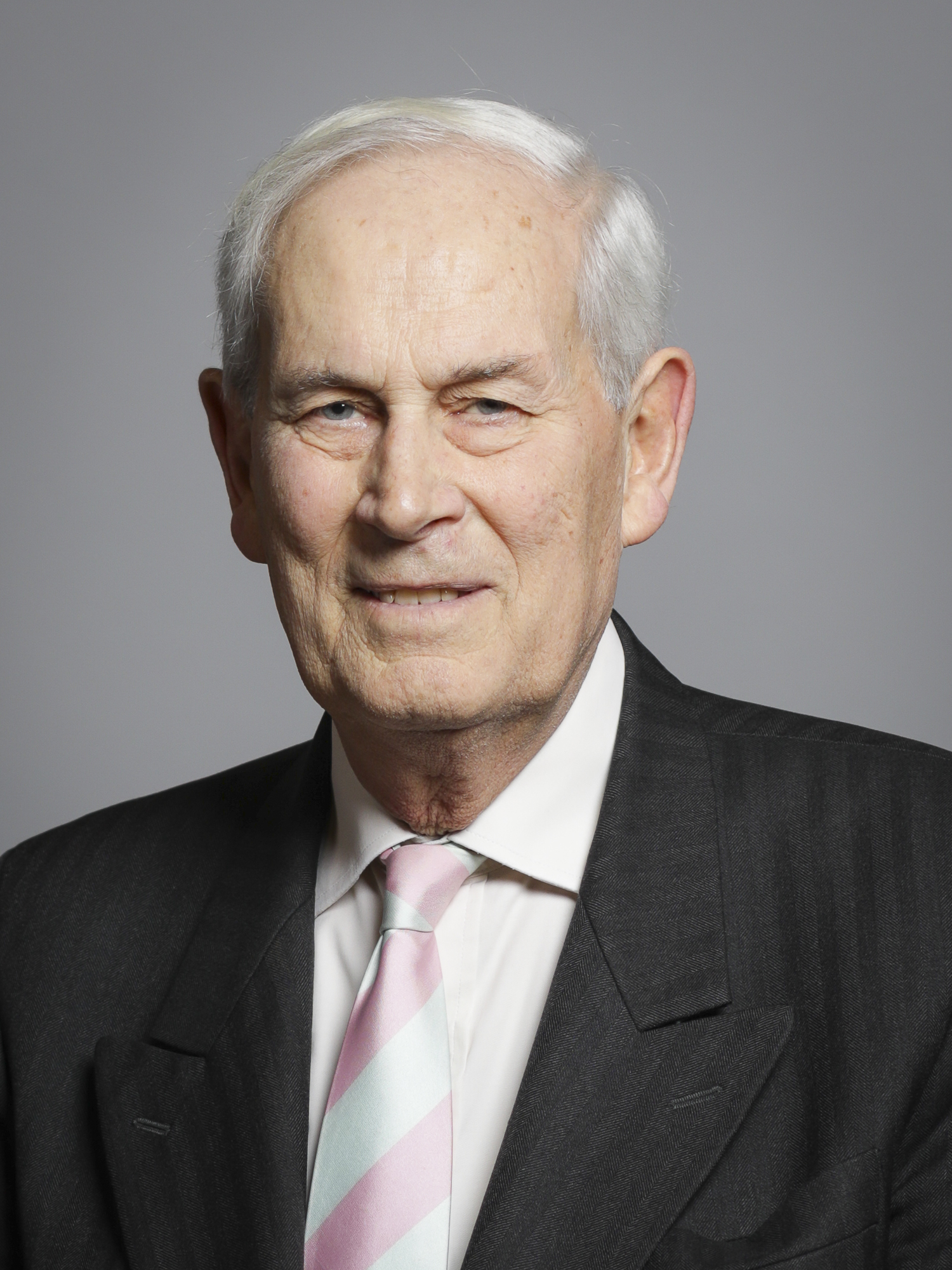
Michael Boyce, Baron Boyce, 2019

Wappen des Michael Boyce, Baron Boyce

Michael Cecil Boyce, Baron Boyce, KG, GCB, OBE, DL (* 2. April 1943 in Kapstadt, Südafrika; † 6. November 2022) war ein britischer First Sea Lord der Royal Navy, Generalstabschef (Chief of the Defence Staff) und Life Peer.

## Karriere in der Royal Navy
Boyce besuchte das Hurstpierpoint College und trat 1961 in die Royal Navy ein. Er wurde auf U-Booten eingesetzt und wurde schließlich Kommandant der U-Boote HMS Oberon und HMS Opossum. 1965 wurde er vom Acting Sub-Lieutenant zum Sub-Lieutenant befördert, 1966 wurde er Lieutenant und 1974 Lieutenant Commander. Im Zeitraum von 1965 bis 1972 diente er auf den U-Booten Anchorite, Valiant und Conqueror.
Boyce wurde 1976 in den Rang eines Commander befördert. In dieser Zeit kommandierte er das U-Boot HMS Superb von 1979 bis 1981. 1982 wurde er Captain.
Sein nächstes Kommando war die Fregatte Brilliant von 1983 bis 1984, bevor er 1986 ins Verteidigungsministerium zurückkehrte. Von 1984 bis 1986 war er Captain (SM) beim Submarine Sea Training Staff. Zwischen 1986 und 1991 war er in verschiedenen Positionen im Verteidigungsministerium tätig, dazu gehörte das Amt des Director of Naval Staff Duties. 1988 lehrte er am Royal College of Defence Studies. 1988 wurde er Commodore, 1991 wurde er Konteradmiral („Rear Admiral“). 1989 war er Senior Officer der Royal Navy im Mittleren Osten. Von 1991 bis 1992 war er Flag Officer Sea Training. Von 1992 bis 1994 war er Commander der Anti-Submarine Warfare Striking Force. Von 1992 bis 1995 war er Flaggoffizier bei der Surface Flotilla. Boyce wurde 1994 zum Vizeadmiral, 1994 zum Admiral befördert. Von 1995 bis 1997 war er Commander in Chief „Naval Home Command“ und Second Sea Lord. 1997 wurde er zum Commander-in-Chief „Fleet“, 1998 zum First Sea Lord und Chief of Naval Staff ernannt. Von 1997 bis 1998 war er Commander in Chief Eastern Atlantic und Commander Allied Naval Forces North Western Europe. 2001 wurde er Chief of the Defence Staff. 2003 trat er von diesem Amt zurück und wurde Colonel Commandant des Special Boat Service. 2014 wurde er zum Admiral of the Fleet befördert.

## Mitgliedschaft im House of Lords
Boyce wurde 2003 zum Life Peer als Baron Boyce, of Pimlico in the City of Westminster, ernannt. Im House of Lords saß er als Crossbencher. Dort gehörte er mehreren Sonderausschüssen an. Von 2005 bis 2006 war er Mitglied des „European Union Sub-committee C“ Foreign Affairs, Defence and Development Policy (Auswärtige Angelegenheiten, Verteidigung und Entwicklungspolitik). 2006 bis 2008 war er kooptiertes Mitglied. Er war einer von mehreren im Ruhestand befindlichen Chiefs of Defence Staff, die sich im Oberhaus zu der Frage der strafrechtlichen Verfolgung von Soldaten vor dem Internationalen Strafgerichtshof äußerten.
Am 3. Dezember 2009 sagte er im Irak-Untersuchungsausschuss aus.

## Weitere Ämter und Ehrungen
1982 wurde Boyce im Rahmen der Birthday Honours zum Officer des Order of the British Empire (OBE) ernannt.
1995 wurde er im Rahmen der New Year Honours als Knight Commander des Order of the Bath (KCB) geadelt. Boyce wurde 1999 Freeman der City of London. 2002 wurde er Knight des Order of Saint John (KStJ). Er ist seit 2003 Mitglied des Aufsichtsrates („Council“) der „White Ensign Association“ und seit 2008 dessen Vorsitzender.

Banner des Baron Boyce als Lord Warden der Cinque Ports

Seit 2003 ist er Präsident („Knight“) der Officers Association und Direktor des Naval and Military Club. Ebenfalls seit 2003 ist er Schirmherr der Submariners Association. 2004 wurde er zum Deputy Lieutenant von Greater London ernannt. Er fungierte zudem zwischen 2004 und 2007 als Vorsitzender des Royal Navy Club. Im Mai 2004 wurde er Non-Executive Director von WS Atkins PLC. Im Juli des gleichen Jahres wurde er zum Lord Warden of the Cinque Ports als Nachfolger der verstorbenen Königinmutter Elizabeth ernannt. Boyce war der erste ehemalige Chief of the Naval Staff in diesem Amt.
Seit 2004 war er Direktor der VT Group Public Limited Company und Präsident des Royal Navy Submarine Museum. Er gehörte ebenfalls seit 2004 der Royal National Lifeboat Institution an, seit 2006 als Treuhänder. Seit 2005 war er Treuhänder des Lib National Liberal Maritime Museum. Seit 2006 war er Elder Brother des Trinity House. Von 2009 bis 2018 amtierte er als King of Arms des Order of the Bath. Im Jahr 2011 ernannte ihn Elizabeth II. zum Knight Companion des Hosenbandordens.